# Primeiro Campeonato Mineiro de Surfe
Primeiro Campeonato Mineiro de Surfe é um o maior e mais importante festival latino-americano de surf music. O evento, que ocorre anualmente na cidade de Belo Horizonte, teve sua primeira edição realizada em 2001. Desde então, todas as suas edições recebem o nome de "Primeiro", para caracterizar o pioneirismo da iniciativa. Além disso, ao contrário do que nome pode fazer supor, não há competições no festival.